# NGC 2940
NGC 2940 je galaksija u zviježđu Lavu.

## Vanjske poveznice
- SEDS: NGC 2940